# Haegue Yang
Pour les articles homonymes, voir Yang.
Haegue Yang née le 12 décembre 1971 en Corée du Sud, est une artiste contemporaine sud-coréenne. Elle vit et travaille à Berlin et Séoul. Haegue Yang utilise souvent des objets usuels, qu'elle détourne de leur contexte fonctionnel pour en proposer un autre sens.

## Biographie
Haegue Yang est née en Corée du Sud en 1971. Son père Hansoo Yang est journaliste et sa mère  Misoon Kim est écrivaine. Elle obtient son baccalauréat en beaux-arts en 1994 à l' Université Nationale de Séoul, en Corée. En 1999, elle passe un master à Francfort-sur-le-Main, en Allemagne. Haegue Yang vit à Berlin et Séoul, elle voyage souvent entre les deux villes. Son studio est situé dans le quartier de Kreuzberg, à Berlin.

## Carrière artistique

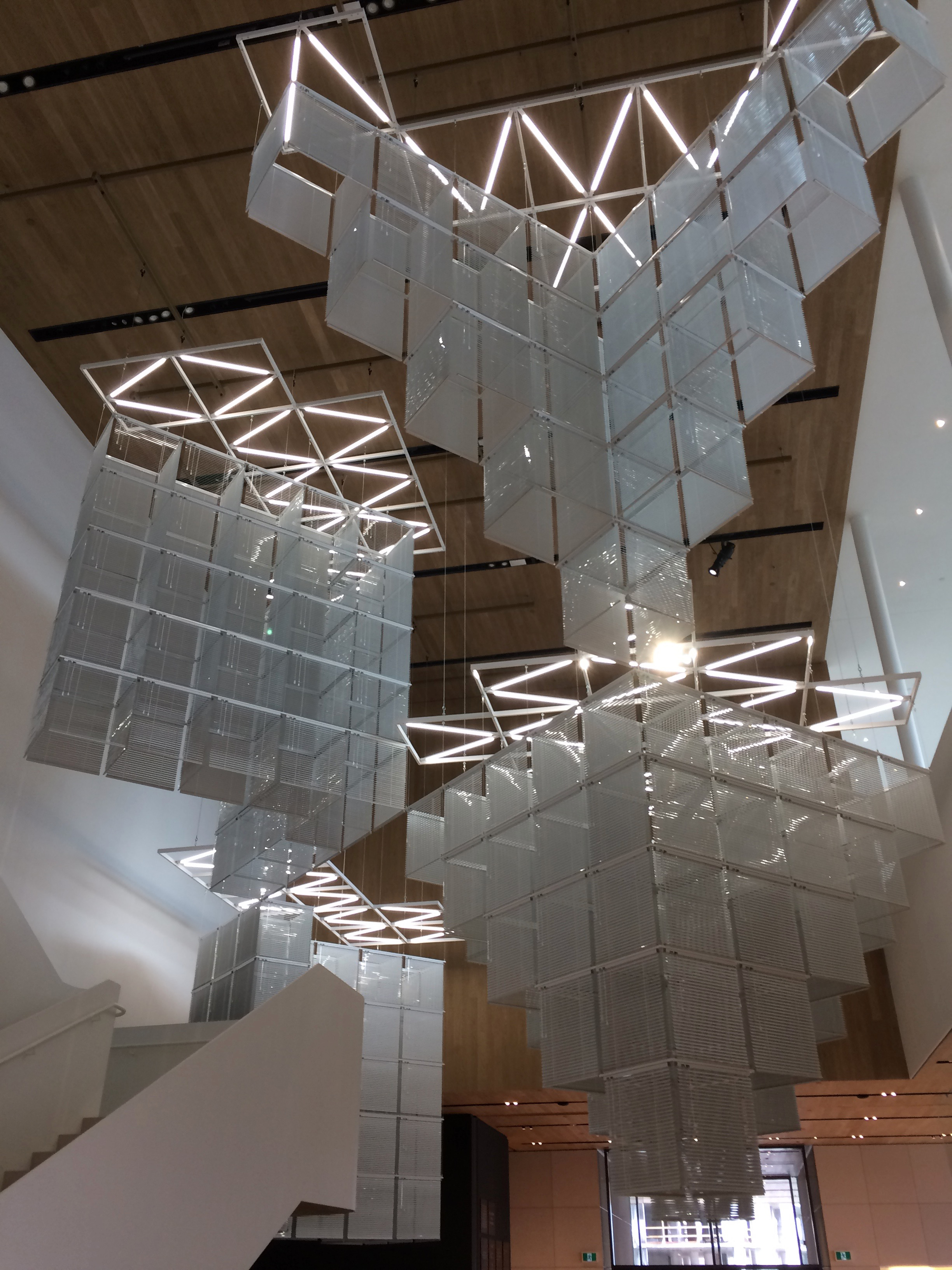
Sol LeWitt Upside Down – Structure with Three Towers, Expanded 23 Times, Split in Three (2015)

Après avoir obtenu son baccalauréat, Haegue Yang déménage à Berlin et commence sa carrière artistique à la fin des années 1990. Elle est connue pour l'utilisation créative des stores vénitiens. Elle utilise des objets de la vie courante pour créer des installations complexes qui font référence à la poésie, la politique et aux émotions humaines. Parmi ses nombreuses œuvres d'art, elle a travaillé avec des séchoirs à linge, des lampes décoratives, des radiateurs à infrarouge, des diffuseurs de parfum et des ventilateurs industriels.
Haegue Yang expose dans divers pays, notamment aux États-Unis, en France, Italie, Angleterre, Espagne, en Chine et au Japon. En 2006, elle participe  à la Biennale d'Art de São Paulo, à la 55e Carnegie International à Pittsburgh, en 2008 à la triennale de Turin. Elle représente la Corée du Sud à la 53e Biennale de Venise en 2009. En 2012, elle participe à la dOCUMENTA (13), à Cassel, en Allemagne. Sa première exposition aux États-Unis, intitulée Brave New Worlds, a lieu au Walker Art Center à Minneapolis, dans le Minnesota en 2007. En 2015, Haegue Yang participe à la Biennale d'art contemporain de Lyon, la Biennale de Charjah et à la 8e Triennale Asie-Pacifique de l'Art Contemporain. Elle réside à l’Atelier Calder à Saché de juin à septembre 2015, En 2018, elle participe à la Biennale de Liverpool et la Triennale de Milan. En 2018, La panacée, centre d'art contemporain à Montpellier lui consacre une exposition.

## Œuvres

### Arrivées(2011)
Pour cette exposition personnelle, les œuvres d'Haegue Yang occupe trois étages de la galerie dans la Kunsthaus Bregenz, en Autriche. Au premier étage, elle expose celles du passé, y compris la Pêche (1995), une petite peinture de laque, une vidéo de la trilogie : Déroulement des Lieux (2004), Sobre Courage (2004), et de la Dilapidation des Espaces Négatifs (2006), la Gymnastique de Foldables (2006), et Trois Types de Transition (2008). Au deuxième étage, son installation Cittadella faite de stores vénitiens occupe tout l'espace. Au troisième étage, Haegue Yang met en place une exposition intitulée Guerrier se Croyant Amoureux (2011), qui se compose de trente-trois sculptures lumineuses construites à partir de chevalets roulants.

### Approche: Chorégraphie(2012)
Cette exposition est réalisée dans le contexte de la dOCUMENTA (13), à Cassel, en Allemagne. Les stores vénitiens sont contrôlés électriquement et forment une séquence de motifs faisant penser à une chorégraphie.

### Accommodating the Epic Dispersion – On Non-cathartic Volume of Dispersion(2012)
Cette œuvre d'art a été créée pour la Haus der Kunst lors de l'exposition Der Öffentlichkeit – von den Freunden Haus der Kunst. Haegue Yang utilise des  stores vénitiens colorés qui pendent du plafond dans différents angles. Selon l'endroit où le visiteur se tient, les stores deviennent opaques, semi-opaques ou transparents. Le titre de l'œuvre fait référence aux récits de la diaspora. La biographie de la compositrice coréenne et japonaise, Kyungsun Suh (en), et celle de l'écrivain italien et juif Primo Levi ont inspiré son œuvre.

### Sonic Figures(2013)
Pour cette série d'œuvres, Haegue Yang s'inspire du Ballet triadique d'Oskar Schlemmer de 1922. Le Sonic Figures sont des sculptures complexes réalisées en utilisant des grelots en laiton montés sur des supports en acier sur roulettes. Le public est invité à les déplacer. Cette œuvre a été réalisée dans le contexte d'une exposition intitulée Journal of Echomimetic Motions à la Kunsthall Bergen, en Norvège.

### La Maladie de la Mort
Début 2010, lors de sa résidence au Walker Art Center à Minneapolis aux États-Unis, Haegue Yang réalise des lectures de La Maladie de la mort, nouvelle de Marguerite Duras, publiée en 1982. La performance est réalisée dans différentes langues (souvent locales) avec un autre artiste et avec différents visuels.
En décembre 2015, lors du Mobile M+: l'Art vivant, Haegue Yang présente, La Maladie de la Mort : Écrire et Lire. Il s'agit d'une mise en scène de La Maladie de la Mort à Hong Kong au théâtre Sunbeam et de la publication en chinois de la nouvelle. Durant deux nuits, l'écrivaine Hon Lai-chu récite le texte de  Marguerite Duras, vêtue d'une longue robe blanche sur une scène sombre. La lumière produite par la combustion d'un serpentin anti-moustique projette de façon intermittente en arrière plan l'image de l'actrice française Jeanne Balibar.
La Maladie de la Mort a été présentée au Walker Art Center, Minneapolis en 2010, au Centre des Arts de Séoul en 2010, à la dOCUMENTA (13) à Cassel en 2013 et lors du Mobile M+: l'Art vivant, à Hong Kong en 2015.

## Expositions personnelles
- Haegue Yang, strange attractors, Tate St Ives (2020-201)[14]

## Prix et récompenses
- 2005, Cremer Prix, La Stiftung Sammlung Cremer, Münster, Allemagne[15]
- 2007,  Bâloise Prix, Kunsthalle, Hambourg, Allemagne[16]
- 2018,  Wolfgang-Hahn-Preis, Gesellschaft für Moderne Kunst, Cologne, Allemagne